# 6 Heures de Shanghai 2013
Navigation
Édition précédente Édition suivante
Les 6 Heures de Shanghai 2013 sont courus pour la deuxième fois sur le Circuit international de Shanghai. La course se dispute le 9 novembre 2013 et compte pour le Championnat du monde d'endurance FIA 2013. Elle est remportée par l'Audi R18 e-tron quattro du Audi Sport Team Joest pilotée par Benoît Tréluyer, André Lotterer et Marcel Fässler. Environ 28 000 spectateurs sont présents lors de l’événement.

## Circuit

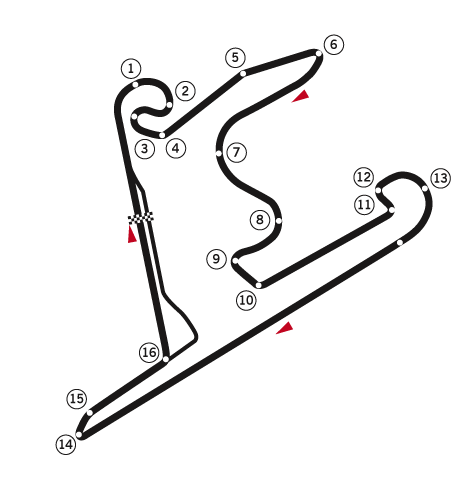
Le Circuit international de Shanghai, cadre des 6 Heures de Shanghai 2013.

Les 6 Heures de Shanghai 2013 se déroulent sur le Circuit international de Shanghai situé en Chine. Il est composé d'une longue ligne droite ainsi que de 16 virages, dont certains ayant une forme originale comme le premier du circuit, qui se referme sur lui-même et prenant la forme d'un escargot. Ce circuit comprend également une importante capacité d'accueil des spectateurs : 200 000 personnes peuvent ainsi assister à une course. Cette piste est célèbre car elle accueille la Formule 1.

## Qualifications
Voici le classement officiel au terme des qualifications. Les premiers de chaque catégorie sont signalés par un fond jauni.
| Position | Catégorie | Équipe                        | Temps          | Grille |
| -------- | --------- | ----------------------------- | -------------- | ------ |
| 1        | LMP1      | n° 7 Toyota Racing            | 1 min 48 s 013 | 1      |
| 2        | LMP1      | n° 1 Audi Sport Team Joest    | 1 min 48 s 102 | 2      |
| 3        | LMP1      | n° 8 Toyota Racing            | 1 min 48 s 694 | 3      |
| 4        | LMP1      | n° 2 Audi Sport Team Joest    | 1 min 49 s 173 | 4      |
| 5        | LMP1      | n° 12 Rebellion Racing        | 1 min 51 s 204 | 5      |
| 6        | LMP2      | n° 26 G-Drive Racing          | 1 min 55 s 423 | 6      |
| 7        | LMP2      | n° 24 OAK Racing              | 1 min 56 s 210 | 7      |
| 8        | LMP2      | n° 41 Greaves Motorsport      | 1 min 56 s 219 | 8      |
| 9        | LMP2      | n° 35 OAK Racing              | 1 min 56 s 243 | 9      |
| 10       | LMP2      | n° 25 Delta-ADR (en)          | 1 min 56 s 284 | 10     |
| 11       | LMP2      | n° 49 Pecom Racing            | 1 min 56 s 971 | 11     |
| 12       | LMP2      | n° 31 Lotus                   | 1 min 57 s 531 | 12     |
| 13       | LMP2      | n° 32 Lotus                   | 1 min 57 s 639 | 13     |
| 14       | LMP2      | n° 45 OAK Racing              | 1 min 59 s 063 | 14     |
| 15       | LMGTE Pro | n° 97 Aston Martin Racing     | 2 min 04 s 370 | 15     |
| 16       | LMGTE Pro | n° 99 Aston Martin Racing     | 2 min 04 s 389 | 16     |
| 17       | LMGTE Pro | n° 92 Porsche AG Team Manthey | 2 min 04 s 881 | 17     |
| 18       | LMGTE Pro | n° 71 AF Corse                | 2 min 04 s 887 | 18     |
| 19       | LMGTE Pro | n° 91 Porsche AG Team Manthey | 2 min 05 s 049 | 19     |
| 20       | LMGTE Pro | n° 51 AF Corse                | 2 min 05 s 222 | 20     |
| 21       | LMGTE Am  | n° 95 Aston Martin Racing     | 2 min 05 s 903 | 21     |
| 22       | LMGTE Am  | n° 61 AF Corse                | 2 min 05 s 918 | 22     |
| 23       | LMGTE Am  | n° 81 8Star Motorsports       | 2 min 06 s 150 | 23     |
| 24       | LMGTE Am  | n° 88 Proton Competition      | 2 min 06 s 416 | 24     |
| 25       | LMGTE Am  | n° 76 IMSA Performance Matmut | 2 min 06 s 738 | 25     |
| 26       | LMGTE Am  | n° 96 Aston Martin Racing     | 2 min 06 s 943 | 26     |
| 27       | LMGTE Am  | n° 57 Krohn Racing            | 2 min 07 s 584 | 27     |
| 28       | LMGTE Am  | n° 50 Larbre Compétition      | 2 min 07 s 669 | 28     |

## Résultats
Voici le classement officiel au terme de la course.
- Les vainqueurs de chaque catégorie sont signalés par un fond jauni.
- Pour la colonne Pneus, il faut passer le curseur au-dessus du modèle pour connaître le manufacturier de pneumatiques.

| Pos | Cat       | n° | Équipe                  | Pilotes                                               | Châssis                                 | Pneus | Tours |
| Pos | Cat       | n° | Équipe                  | Pilotes                                               | Moteur                                  | Pneus | Tours |
| --- | --------- | -- | ----------------------- | ----------------------------------------------------- | --------------------------------------- | ----- | ----- |
| 1   | LMP1      | 1  | Audi Sport Team Joest   | Benoît Tréluyer André Lotterer Marcel Fässler         | Audi R18 e-tron quattro                 | M     | 190   |
| 1   | LMP1      | 1  | Audi Sport Team Joest   | Benoît Tréluyer André Lotterer Marcel Fässler         | Audi TDI 3.7L Turbo V6 (Hybride Diesel) | M     | 190   |
| 2   | LMP1      | 7  | Toyota Racing           | Alexander Wurz Nicolas Lapierre                       | Toyota TS030 Hybrid                     | M     | 190   |
| 2   | LMP1      | 7  | Toyota Racing           | Alexander Wurz Nicolas Lapierre                       | THS-R 3.4L V8 (Hybride)                 | M     | 190   |
| 3   | LMP1      | 2  | Audi Sport Team Joest   | Allan McNish Tom Kristensen Loïc Duval                | Audi R18 e-tron quattro                 | M     | 189   |
| 3   | LMP1      | 2  | Audi Sport Team Joest   | Allan McNish Tom Kristensen Loïc Duval                | Audi TDI 3.7L Turbo V6 (Hybride Diesel) | M     | 189   |
| 4   | LMP1      | 12 | Rebellion Racing        | Andrea Belicchi Mathias Beche Nicolas Prost           | Lola B12/60-Toyota                      | M     | 185   |
| 4   | LMP1      | 12 | Rebellion Racing        | Andrea Belicchi Mathias Beche Nicolas Prost           | Toyota RV8KLM 3.4 L V8                  | M     | 185   |
| 5   | LMP2      | 26 | G-Drive Racing          | Roman Rusinov Mike Conway John Martin                 | Oreca 03-Nissan                         | D     | 177   |
| 5   | LMP2      | 26 | G-Drive Racing          | Roman Rusinov Mike Conway John Martin                 | Nissan VK45DE 4.5 L V8                  | D     | 177   |
| 6   | LMP2      | 24 | Oak Racing              | Olivier Pla David Heinemeier Hansson Alex Brundle     | Morgan LMP2-Nissan                      | D     | 177   |
| 6   | LMP2      | 24 | Oak Racing              | Olivier Pla David Heinemeier Hansson Alex Brundle     | Nissan VK45DE 4.5 L V8                  | D     | 177   |
| 7   | LMP2      | 35 | Oak Racing              | Bertrand Baguette Ricardo González Martin Plowman     | Morgan LMP2-Nissan                      | D     | 177   |
| 7   | LMP2      | 35 | Oak Racing              | Bertrand Baguette Ricardo González Martin Plowman     | Nissan VK45DE 4.5 L V8                  | D     | 177   |
| 8   | LMP2      | 25 | Delta-ADR (en)          | Tor Graves Robbie Kerr Craig Dolby                    | Oreca 03-Nissan                         | D     | 176   |
| 8   | LMP2      | 25 | Delta-ADR (en)          | Tor Graves Robbie Kerr Craig Dolby                    | Nissan VK45DE 4.5 L V8                  | D     | 176   |
| 9   | LMP2      | 41 | Greaves Motorsport      | Mark Shulzhitskiy (en) Eric Lux Björn Wirdheim        | Zytek Z11SN-Nissan                      | D     | 175   |
| 9   | LMP2      | 41 | Greaves Motorsport      | Mark Shulzhitskiy (en) Eric Lux Björn Wirdheim        | Nissan VK45DE 4.5 L V8                  | D     | 175   |
| 10  | LMP2      | 45 | OAK Racing              | Jacques Nicolet Keiko Ihara David Cheng               | Morgan LMP2-Nissan                      | D     | 172   |
| 10  | LMP2      | 45 | OAK Racing              | Jacques Nicolet Keiko Ihara David Cheng               | Nissan VK45DE 4.5 L V8                  | D     | 172   |
| 11  | LMP2      | 32 | Lotus                   | Thomas Holzer (en) Dominik Kraihamer Jan Charouz      | Lotus T128                              | D     | 172   |
| 11  | LMP2      | 32 | Lotus                   | Thomas Holzer (en) Dominik Kraihamer Jan Charouz      | Praga 3.6L V8                           | D     | 172   |
| 12  | LMGTE Pro | 97 | Aston Martin Racing     | Darren Turner Stefan Mücke                            | Aston Martin V8 Vantage GTE             | M     | 169   |
| 12  | LMGTE Pro | 97 | Aston Martin Racing     | Darren Turner Stefan Mücke                            | Aston Martin 4.5 L V8                   | M     | 169   |
| 13  | LMGTE Pro | 99 | Aston Martin Racing     | Pedro Lamy Richie Stanaway Bruno Senna                | Aston Martin V8 Vantage GTE             | M     | 169   |
| 13  | LMGTE Pro | 99 | Aston Martin Racing     | Pedro Lamy Richie Stanaway Bruno Senna                | Aston Martin 4.5 L V8                   | M     | 169   |
| 14  | LMGTE Pro | 91 | Porsche AG Team Manthey | Jörg Bergmeister Patrick Pilet                        | Porsche 911 RSR (991)                   | M     | 168   |
| 14  | LMGTE Pro | 91 | Porsche AG Team Manthey | Jörg Bergmeister Patrick Pilet                        | Porsche 4.0 L Flat-6                    | M     | 168   |
| 15  | LMGTE Pro | 51 | AF Corse                | Giancarlo Fisichella Gianmaria Bruni                  | Ferrari 458 Italia GT2                  | M     | 168   |
| 15  | LMGTE Pro | 51 | AF Corse                | Giancarlo Fisichella Gianmaria Bruni                  | Ferrari 4.5 L V8                        | M     | 168   |
| 16  | LMGTE Pro | 71 | AF Corse                | Toni Vilander Kamui Kobayashi                         | Ferrari 458 Italia GT2                  | M     | 167   |
| 16  | LMGTE Pro | 71 | AF Corse                | Toni Vilander Kamui Kobayashi                         | Ferrari 4.5 L V8                        | M     | 167   |
| 17  | LMGTE Pro | 92 | Porsche AG Team Manthey | Marc Lieb Richard Lietz                               | Porsche 911 RSR (991)                   | M     | 167   |
| 17  | LMGTE Pro | 92 | Porsche AG Team Manthey | Marc Lieb Richard Lietz                               | Porsche 4.0 L Flat-6                    | M     | 167   |
| 18  | LMGTE Am  | 81 | 8Star Motorsports       | Enzo Potolicchio Rui Águas Davide Rigon               | Ferrari 458 Italia GT2                  | M     | 166   |
| 18  | LMGTE Am  | 81 | 8Star Motorsports       | Enzo Potolicchio Rui Águas Davide Rigon               | Ferrari 4.5 L V8                        | M     | 166   |
| 19  | LMGTE Am  | 76 | IMSA Performance        | Raymond Narac Jean-Karl Vernay Markus Palttala        | Porsche 911 GT3 RSR (997)               | M     | 165   |
| 19  | LMGTE Am  | 76 | IMSA Performance        | Raymond Narac Jean-Karl Vernay Markus Palttala        | Porsche 4.0 L Flat-6                    | M     | 165   |
| 20  | LMGTE Am  | 96 | Aston Martin Racing     | Stuart Hall Jamie Campbell-Walter Jonathan Adam       | Aston Martin V8 Vantage GTE             | M     | 165   |
| 20  | LMGTE Am  | 96 | Aston Martin Racing     | Stuart Hall Jamie Campbell-Walter Jonathan Adam       | Aston Martin 4.5 L V8                   | M     | 165   |
| 21  | LMGTE Am  | 88 | Proton Competition      | Christian Ried Gianluca Roda Paolo Ruberti            | Porsche 911 GT3 RSR (997)               | M     | 165   |
| 21  | LMGTE Am  | 88 | Proton Competition      | Christian Ried Gianluca Roda Paolo Ruberti            | Porsche 4.0 L Flat-6                    | M     | 165   |
| 22  | LMGTE Am  | 50 | Larbre Compétition      | Fernando Rees Patrick Bornhauser Julien Canal         | Chevrolet Corvette C6-ZR1               | M     | 164   |
| 22  | LMGTE Am  | 50 | Larbre Compétition      | Fernando Rees Patrick Bornhauser Julien Canal         | Chevrolet 5.5 L V8                      | M     | 164   |
| 23  | LMGTE Am  | 61 | AF Corse                | Marco Cioci Jack Gerber Matt Griffin                  | Ferrari 458 Italia GT2                  | M     | 164   |
| 23  | LMGTE Am  | 61 | AF Corse                | Marco Cioci Jack Gerber Matt Griffin                  | Ferrari 4.5 L V8                        | M     | 164   |
| Abd | LMP1      | 8  | Toyota Racing           | Anthony Davidson Sébastien Buemi Stéphane Sarrazin    | Toyota TS030 Hybrid                     | M     | 143   |
| Abd | LMP1      | 8  | Toyota Racing           | Anthony Davidson Sébastien Buemi Stéphane Sarrazin    | THS-R 3.4L V8 (Hybride)                 | M     | 143   |
| Abd | LMGTE Am  | 57 | Krohn Racing            | Tracy Krohn Niclas Jönsson Maurizio Mediani           | Ferrari 458 Italia GT2                  | M     | 139   |
| Abd | LMGTE Am  | 57 | Krohn Racing            | Tracy Krohn Niclas Jönsson Maurizio Mediani           | Ferrari 4.5 L V8                        | M     | 139   |
| Abd | LMGTE Am  | 95 | Aston Martin Racing     | Christoffer Nygaard Kristian Poulsen Nicki Thiim      | Aston Martin V8 Vantage GTE             | M     | 100   |
| Abd | LMGTE Am  | 95 | Aston Martin Racing     | Christoffer Nygaard Kristian Poulsen Nicki Thiim      | Aston Martin 4.5 L V8                   | M     | 100   |
| Abd | LMP2      | 31 | Lotus                   | Vitantonio Liuzzi Kevin Weeda (de) Christophe Bouchut | Lotus T128                              | D     | 93    |
| Abd | LMP2      | 31 | Lotus                   | Vitantonio Liuzzi Kevin Weeda (de) Christophe Bouchut | Praga 3.6L V8                           | D     | 93    |
| Abd | LMP2      | 49 | Pecom Racing            | Luís Pérez Companc Nicolas Minassian Pierre Kaffer    | Oreca 03-Nissan                         | M     | 56    |
| Abd | LMP2      | 49 | Pecom Racing            | Luís Pérez Companc Nicolas Minassian Pierre Kaffer    | Nissan VK45DE 4.5 L V8                  | M     | 56    |